# Bandera de Navarra

Estandard dels monarques de Navarra des de 1212.

L'any 1910 Arturo Campión, Julio Altadill i Hermilio de Olóriz, van dissenyar la bandera de Navarra, que aquell mateix any va ser aprovada per la Diputació Navarresa.
En 1931, amb l'establiment de la primera república espanyola la bandera va perdre la corona, que es va recuperar el 18 de març de 1937 amb el triomf dels sublevats durant la guerra civil espanyola, i a finals de 1937 va incorporar la Creu Llorejada de Sant Ferran.
La bandera, amb el disseny original de 1910 va ser reconeguda per la Llei Orgànica de "Reintegració i Millora del Règim Foral de Navarra" (LORAFNA), del 10 d'agost de 1982, que estableix en el seu article 7.2: "La bandera de Navarra és de color vermell, amb l'escut en el centre."
Així mateix, l'escut de Navarra està format per cadenes d'or sobre fons vermell, amb una maragda verda en el centre d'unió dels seus vuit braços d'eslabons i, sobre elles, la Corona Reial, símbol de l'antic Regne de Navarra. La imatge de les cadenes s'adoptaria, segons una explicació tradicional, després de la participació de Sanç VII el fort en la batalla de Las Navas de Tolosa en el 1212
La bandera de Navarra ve usant-se com símbol del territori des de 1910. Es va triar el color vermell per ser aquest el color del camp de l'escut.

## Enllaços externs

Estandard dels Reis de Navarra des de 1212. (Versió antiga)